# Alfred Jensen (filolog)
Alfred Anton Jensen, född 30 september 1859 i Hälsingtuna socken, Gävleborgs län, död 15 september 1921 i Wien, var en svensk författare, översättare och slavist. 

## Biografi
Efter studentexamen i Hudiksvall 1878 studerade Jensen vid Uppsala universitet 1879–1884 men avlade ingen examen. Under tiden 1884–1888 var han medarbetare på Göteborgs Handels- och Sjöfartstidning och därefter utrikeskorrespondent i Berlin för Sydsvenska Dagbladet 1888–1890. Därefter blev han åter anställd vid Göteborgs Handels- och Sjöfartstidning och redaktör för dess utrikesavdelning 1890–1893 samt korrespondent för tidningen omväxlande i Berlin, Stockholm och Wien. Samtidigt företog han omfattande resor i slaviska länder och hans språkkunskaper blev mycket omfattande, så att han var kapabel att göra översättningar av skönlitterära verk inte bara från ryska utan även från polska, tjeckiska, slovenska, bulgariska och serbokroatiska. Från 1901 var han bosatt i Stockholm och medarbetade i Stockholms Dagblad från 1905.
Jensen fick tre gånger Letterstedtska översättningspriset, 1905 Svenska Akademiens kungliga pris och 1906 det av Henryk Sienkiewicz donerade anslaget för arbeten rörande Polen. År 1905 blev Jensen ledamot av litterära kommissionen av Vetenskapsakademien i Kraków, 1907 filosofie hedersdoktor vid Linnéjubileet i Uppsala och 1908 korresponderande medlem av Sydslaviska akademien i Zagreb samt var hedersledamot av de polska litteratursamfunden i Rapperswil och Posen. Han utsågs till hedersledamot av Gästrike-Hälsinge nation 1907.
Alfred Jensens föräldrar var civilingenjören Carl Anton Jensen och Karolina Eugenia Modéer. Han var från 1897 gift med Karin Jensen, född Lidforss, översättare och journalist samt dotter till Edvard Lidforss och syster till Bengt Lidforss. Han avled 1921 i Wien och begravdes där på kyrkogården i Inzersdorf vid Wien. 

### Översättningar
Jensen var en framstående översättare till svenska av litteratur på slaviska språk på vers och prosa. Han översatte Nikolaj Gogol, "Ryska bilder", Ivan Turgenjev, "Senilia" (1883), Aleksandr Pusjkin, "Eugen Onegin" (1889), Michail Saltykov-Sjtjedrin, "Småstadslif" (1890), "Bergkransen" (1890), en serbisk hjältedikt i dramatisk form av Petar Petrović-Njegoš som belönades med Svenska akademiens andra pris, bynovellerna "Från Serbien och Montenegro" (1891), V. Mikulitj, "Mimotschka" (1892), Michail Lermontov, "Demonen" och "Klostergossen" (1893), Adam Mickiewicz, "Herr Tadeusz" (1898), Svatopluk Čech, "Dikter" (samma år), Anton Aškerc "Sloveniska ballader" (1901), Ivo Vojnović, "Xanta" (1902), Leonid Andrejev, "Tanken" (1903), Julius Zeyer, "Berättelser och sagor" (1904), den ryska novellsamlingen "Dödens tystnad" (1905) och ukrainska noveller av Mychajlo Kotsjubynskyj (1909 och 1918) samt samlingarna "Ur Böhmens moderna diktning" (från tjeckiskan, 1894), "Ur slavernas diktvärld" (1896) och "Polska skalder" (fyra band, 1899–1906).

### Slavisk litteratur och kulturhistoria
Jensen lämnade även ett mycket stort antal litteraturhistoriska bidrag till tidskrifter och författade ett stort antal böcker liksom artiklar rörande slavisk litteratur och historia till Nordisk familjeboks andra upplaga, samt diktsamlingarna På fjärran stig. Poetiska resebilder (1893), Nya dikter (1895) och Färdeminnen (1907). I sina dikter omsatte han sina reseintryck.

### Skönlitteratur
- På fjärran stig : poetiska resebilder. Göteborg: Wettergren & Kerber. 1893. Libris 1306743
- Nya dikter. Stockholm: Bonniers. 1895. Libris 1623626
- Sonetter från Adria. Stockholm. 1902. Libris 1733987
- Färdeminnen : dikter. Stockholm: Ljus. 1907. Libris 1614587
- Gnistor från världsbranden : kampdikter. Stockholm: Tiden. 1917. Libris 1653930
- Sommarhälsning från Utö : Den 9 aug. 1917. Göteborg: Wald. Zachrissons boktr.-a.-b. 1917. Libris 1653931
- Stilla stunder : dikter. Stockholm: Norstedts. 1920. Libris 1653932

### Varia
- Om rysk folkpoesi. Stockholm. 1884. Libris 2726849
- Kristo Botjov: en bulgarisk frihetsskald : en skildring från det bulgariska furstendömets befrielse. Göteborg: Wettergren & Kerber. 1891. Libris 1623625. https://runeberg.org/jakristo/
- Bjelinski : en literaturhistorisk studie. Helsingfors. 1893. Libris 2726837
- Ragusa : en sydslavisk litteraturstudie. Göteborg. 1893. Libris 1734013
- Slavia : kulturbilder. Stockholm: Bonniers. 1896-1897. Libris 8217543 - 2 volymer.
  -  Från Volga till Donau. Stockholm: Bonniers. 1896. Libris 8217544. https://runeberg.org/jaslavia1
  -  Ny följd, Från Donau till Adria och Bosporen. Stockholm: Bonniers. 1897. Libris 1239785
- Ryska skaldeporträtt : kultur- och litteraturhistoriska bilder från Ryssland. Stockholm: Bonniers. 1898. Libris 370385. https://runeberg.org/jaryskald/
- Habsburg : några minnen och studier från Österrike-Ungern. Stockholm: Bonniers. 1899. Libris 1278472
- Slaver och germaner. Svenska folkets öreskrifter, 99-1606990-5 ; 37. Stockholm: Folkupplysningsföretagets förlag. 1899. Libris 1664402
- Gundulic und sein Osman : eine südslavische Litteraturstudie. Göteborg. 1900. Libris 664394
- Ur slavernas litteratur. Stockholm. 1902. Libris 2726860
- Jaroslav Vrchlický : en litterär studie. Stockholm: Marcus. 1904. Libris 835054 - Utgör Polska skalder. 1.
- Svenska bilder i polska vitterheten : några anteckningar. Stockholm: Aug. Rietz bokhandel. 1904. Libris 372649
- Tsardömet vid skiljovägen : nutidsskildringar från Ryssland. Stockholm: Bonniers. 1905. Libris 399854
- Polska skalder : (Ny serie). 2, [Krasinski], 1. Göteborg: [Wettergren & Kerber]. 1906. Libris 836682
- Polska skalder : (Ny serie). 3, [Krasinski], 2. Göteborg: Wettergren & Kerber. 1906. Libris 836683
- Polska skalder. 4, Rydel-Wyspianski. [Göteborg]: [Wettergren & Kerber]. 1906. Libris 836684
- Svenskarne i Prag. Stockholm. 1907. Libris 2726858
- Den religiösa utvecklingen i Ryssland. Stockholm. 1907. Libris 2726852
- Rysk kulturhistoria. Stockholm: Ljus. 1908. Libris 712672
- Mazepa : historiska bilder från Ukraina och Karl XII:s dagar. Lund: Gleerups. 1909. Libris 688468. https://runeberg.org/jamazepa/
- Polonica w swedzkiej literaturze. Lemburg. 1910-1912. Libris 1245986 3 volymer.
- Smärre bidrag till det trettioåriga krigets historia (1639-1648). Göteborg: Zachrisson. 1910. Libris 1614588
- Svenska minnen från Böhmen och Mähren : kulturhistoriska skisser från trettioåriga kriget. Lund: Gleerups. 1910. Libris 1227878
- Die Anfänge der schwedischen Slavistik. Berlin. 1911. Libris 1757771
- Kors och halfmåne : reseskisser från den europeiska Orienten ; med 38 bilder. Stockholm: Bonniers. 1911. Libris 1635235
- Die literarische Slavistik in Skandinavien. Berlin. 1912. Libris 2726844
- Ett litterärt Balkan-minne. Stockholm. 1912. Libris 1734007
- Ur Bulgariens nya litteratur. Stockholm. 1913. Libris 2726859
- Herr Pasek : en polsk kulturbild från 1600-talet. Stockholm. 1914. Libris 2726838
- Kotljarewskyj's traverstierte Äneide. L'viv. 1914. Libris 2726843
- Zwei slavische Heldengedichte : eine vergleichende Literaturstudie. Zagreb. 1914. Libris 2726861
- I Karl XII:s turkiska spår. Lund. 1915. Libris 2726839
- Sibirien i den polska litteraturen. Stockholm. 1915. Libris 2336593
- Svenskarna i Krakau 1655-1657. Stockholm. 1915. Libris 1246056
- Slaverna och världskriget : reseminnen och intryck från Karpaterna till Balkan 1915-1916. Stockholm: Bonniers. 1916. Libris 1227873. https://runeberg.org/jaslaverna/
- Taras Schewtschenko : ein ukrainisches Dichterleben : literarische Studie. Wien: Adolf Holzhausen. 1916. Libris 2346102
- Från Balkan : sydslaviska kulturskisser. Stockholm: Bonniers. 1917. Libris 370403
- Från barbari till revolution : ryska kulturbilder från Rjurik till Alexander III. Stockholm: Svenska andelsförl. 1918. Libris 1653929
- Söderhamns historia. Stockholm. 1919-1920. Libris 422409 - 2 volymer.
- August Rietz: N:o 1 i serien Berömda män i världshistorien ; populär-vetenskaplig föreläsning med skioptikonbilder hållen den 26 februari 1920 för oåterkalleligt första gången. Svenska folkbildningsförbundets populär-vetenskapliga föreläsningar ; 1. Göteborg. 1920. Libris 2726853
- Polen. Stockholm. 1920. Libris 3003167
- Slavisk kultur och litteratur under nittonde århundradet. Det nittonde århundradet, 99-0251617-3 ; [6:5]. Stockholm: Norstedts. 1920. Libris 370416
- Bekenntnisse eines alten Slawophilen. Prag. 1921. Libris 2726835
- På Romanovs och Habsburgs ruiner : kulturpolitiska nutidsstudier. Stockholm: Bonniers. 1921. Libris 1436222

### Översättningar
- Andreev, Leonid Nikolaevitj (1903). Tanken med flera berättelser. Stockholm: Seligmann. Libris 1643277
- Aškerc, Anton (1901). Sloveniska ballader. Stockholm: Bonniers. Libris https://runeberg.org/aaslovball 1725982 https://runeberg.org/aaslovball
- Čech, Svatopluk (1898). Dikter. Göteborg: Wettergren & Kerber. Libris 1662659
- Dostojevskij, Fjodor (1920). Arma människor. Stockholm: Norstedts. Libris 93850 - Ny utgåva 2008.
- Dostojevskij, Fjodor (1920). Brev. Stockholm: Norstedts. Libris 2619899
- Dostojevskij, Fjodor (2013). Den främmande damen och herrn under sängen. Telegram klassiker. Stockholm: Telegram. Libris 14882269. ISBN 9789174232820
- Dostojevskij, Fjodor (2013). Två humoresker. Telegram klassiker ([Ny utg.]). Stockholm: Telegram. Libris 14882268. ISBN 9789174232806
- Dostojevskij, Fjodor (2013). Krokodilen : en ovanlig historia eller en passage i Passagen : en sannfärdig berättelse om hur en viss herre .... Telegram klassiker ([Ny utg.]). Stockholm: Telegram. Libris 14882270. ISBN 9789174232844
- Dostojevskij, Fjodor (1915). En skriftställares dagbok. Stockholm: Bonniers. Libris 1298172
- Dostojevskij, Fjodor (1920). Två humoresker. Stockholm: Norstedts. Libris 1539629
- Dostojevskij, Fjodor (1920). Vita nätter : berättelser. Stockholm: Norstedts. Libris 890072
- Dödens tystnad: nya ryska noveller. Nya följetongen, 99-0948762-4 ; 1905:3:2. Stockholm: Bonniers. 1905. Libris 1728872
- Från Serbien och Montenegro : noveller. Stockholm: Ad. Johnson. 1891. Libris 1626205
- Gogol, Nikolaj Vasiljevitj (1883). Ryska bilder: två noveller. Stockholm. Libris 1814792
- Kotsjubinskij, Mychajlo Mychajlovitj (1918). Berättelser från Ukraina (Ny, genomsedd upplaga). Stockholm: Svithiod. Libris 1319571
- Lermontov, Michail Jurjevitj (1893). Demonen : Klostergossen. Göteborg: Wettergren & Kerber. Libris 1624184
- Lermontov, Michail Jurjevitj (1919). Valda dikter. Stockholm: Svenska andelsförl. Libris 1654905
- Mickiewicz, Adam (1898). Herr Tadeusz eller Den sista utmätningen i Litwa: en adelshistoria från åren 1811 och 1812 i tolf sånger på vers. Stockholm: Bonniers. Libris 704805
- Mikulitsch, V (1892). Mimotschka. Göteborg: Bonniers. Libris 1624887
- Oberutjev, Konstantin Michajlovitj (1918). Den stora ryska revolutionen 1917. Stockholm: Skandinavskij listoks förl. Libris 1656802
- Oliger, Nikolaj Fridrichovitj (1910). Dödsdömda : ryska berättelser. Stockholm: Wahlström & Widstrand. Libris 1278469
- Petar II Petrovic-Njegoš (1913). Montenegros ärekrans : två sydslaviska hjältedikter. Stockholm: Rietz bokh. i distr. Libris 1641967
- Pusjkin, Aleksandr (1889). Eugen Onegin : rysk sederoman på vers. Stockholm: Bonniers. Libris 1281462
- Rysk litteratur. Utländsk vitterhet i svensk tolkning, 99-3334435-8 ; 2. Stockholm: Norstedts. 1912. Libris 1158212
- Saltykov-Tschedrin, Michail Evgrafovitj (1890). Småstadslif : berättelser och skizzer. Stockholm: H. Geber. Libris 1627076
- Slavejkov, Pentjo (1916). Hymner vid övermänniskans död. Göteborg: Wald. Zachrisson i. Libris 1658776
- Slavejkov, Pentjo (1912). Koledari. Göteborg: W. Zachrissons. Libris 1639645
- Slavejkov, Pentjo (1912). Skaldeöden : några dikter. Göteborg: Wald. Zachrissons boktryckeri. Libris 1639646
- Slavejkov, Pentjo (1913). Sången om blodet. Stockholm: Norstedts. Libris 521248
- Turgenev, Ivan Sergeevitj (1883). Senilia : dikter på prosa. Stockholm: Beijer. Libris 1601193
- Turgenev, Ivan Sergeevitj (1923). Vårflöden. Helsingfors: H. Schildt. Libris 1294059
- Ur Böhmens moderna diktning. Göteborg: Wettergren & Kerber. 1894. Libris 741724
- Ur slavernas diktvärld : poetiska tolkningar. Göteborg: Wettergren & Kerber. 1896. Libris 800465
- Zeyer, Julius (1904). Berättelser och sagor. Stockholm: Bonniers. Libris 1729169

## Priser och utmärkelser
- 1895 – Letterstedtska priset för översättningarna i Ur Böhmens moderna diktning
- 1897 – Letterstedtska priset för översättningar för samlingsverket Ur slavernas diktvärld
- 1899 – Letterstedtska priset för översättningen av Mickiewicz Herr Tadeusz
- 1905 – Kungliga priset